# Le Val-de-Gouhenans
Le Val-de-Gouhenans é uma comuna francesa na região administrativa de Borgonha-Franco-Condado, no departamento de Alto Sona. Estende-se por uma área de 3,88 km². Em 2010 a comuna tinha 67 habitantes (densidade: 17,3 hab./km²).